# Euchiloglanis phongthoensis
Euchiloglanis phongthoensis är en fiskart som beskrevs av Nguyen 2005. Euchiloglanis phongthoensis ingår i släktet Euchiloglanis och familjen Sisoridae. Inga underarter finns listade i Catalogue of Life.